# The Outpost
The Outpost – amerykański serial (dramat fantasy) wyprodukowany przez Electric Entertainment oraz Arrowstorm Entertainment, który został stworzony przez Jasona Fullera i Kynana Griffina. Serial jest emitowany od 10 lipca 2018 roku  przez The CW, natomiast w Polsce od 9 września 2018 roku przez SciFi Universal.

## Fabuła
Serial opowiada historię Talon – ostatniej żyjącej Czarnokrwistej, która chce się zemścić na najemnikach za zabicie jej rodziny. Podczas podroży Talon odkrywa, że posiada magiczne moce.

## Obsada

### Główna
- Jessica Green jako Talon
- Jake Stormoen jako Garret Spears
- Imogen Waterhouse jako Gwynn Calkussar/Princess Rosmund
- Anand Desai-Barochia jako Janzo
- Andrew Howard jako Gate Marshal Cedric Wythers
- Robyn Malcolm jako Elinor
- Kevin McNally jako The Smith

### Role drugoplanowe
- Charan Prabhakar jako Danno
- Philip Brodie jako ambasador Everit Dred
- Adam Johnson jako Munt
- Thor Knai jako Kell
- Cokey Falkow jako Tiberion Shek
- Michael Flynn jako generał Cornelius Calkussar

## Odcinki
| Sezon | Odcinki | Oryginalna emisja w CW | Oryginalna emisja w CW | Oryginalna emisja w SciFi Universal | Oryginalna emisja w SciFi Universal | Oryginalna emisja w SciFi Universal |
| Sezon | Odcinki | Premiera sezonu        | Finał sezonu           | Premiera sezonu                     | Finał sezonu                        |                                     |
| ----- | ------- | ---------------------- | ---------------------- | ----------------------------------- | ----------------------------------- | ----------------------------------- |
| 1     | 10      | 10 lipca 2018          | 2 października 2018    | 9 września 2018                     | 11 listopada 2018                   |                                     |
| 2     | 13      | 11 lipca 2019          | 26 września 2019       | 15 sierpnia 2019                    | 7 listopada 2019                    |                                     |
| 3     | 13      | 8 października 2020    |                        |                                     |                                     |                                     |

### Sezon 1 (2018)
| Nr | #  | Tytuł                                                      | Reżyseria         | Scenariusz                  | Premiera (The CW)   | Premiera (SciFi Universal) |
| -- | -- | ---------------------------------------------------------- | ----------------- | --------------------------- | ------------------- | -------------------------- |
| 1  | 1  | Samotna jak jedynka One Is The Loneliest Number            | John Lyde         | Jason Faller, Kynan Griffin | 10 lipca 2018       | 9 września 2018            |
| 2  | 2  | Co dwie głowy, to nie żadna Two Heads are Better Than None | Kurt Knight       | Jason Faller, Kynan Griffin | 17 lipca 2018       | 16 września 2018           |
| 3  | 3  | Pani i robak The Mistress and the Worm                     | Kurt Knight       | Jason Faller, Kynan Griffin | 24 lipca 2018       | 23 września 2018           |
| 4  | 4  | Dziwni sojusznicy Strange Bedfellows                       | John Lyde         | Jason Faller, Kynan Griffin | 31 lipca 2018       | 30 września 2018           |
| 5  | 5  | Kość niezgody Bones to Pick                                | John Lyde         | Jason Faller, Kynan Griffin | 7 sierpnia 2018     | 7 października 2018        |
| 6  | 6  | The Book of Names                                          | John Lyde         | Jason Faller, Kynan Griffin | 21 sierpnia 2018    | 14 października 2018       |
| 7  | 7  | Problem z Kolipsum The Colipsum Conundrum                  | Kynan Griffin     | Jason Faller, Kynan Griffin | 28 sierpnia 2018    | 21 października 2018       |
| 8  | 8  | Za murem Beyond the Wal                                    | Clare Neiderpruem | Jason Faller, Kynan Griffin | 11 września 2018    | 28 października 2018       |
| 9  | 9  | The Vex Rezicon                                            | Jason Faller      | Jason Faller, Kynan Griffin | 25 września 2018    | 4 listopada 2018           |
| 10 | 10 | The Dragman is Coming                                      | Jason Faller      | Jason Faller, Kynan Griffin | 2 października 2018 | 11 listopada 2018          |

### Sezon 2 (2019)
| Nr | #  | Tytuł                                                    | Reżyseria         | Scenariusz                  | Premiera (The CW) | Premiera (SciFi Universal) |
| -- | -- | -------------------------------------------------------- | ----------------- | --------------------------- | ----------------- | -------------------------- |
| 11 | 1  | Rzeź przetrwania We Only Kill to Survive                 | Marc Roskin       | Jason Faller, Kynan Griffin | 11 lipca 2019     | 15 sierpnia 2019           |
| 12 | 2  | Obce miasto This Is One Strange Town                     | Marc Roskin       | Jason Faller, Kynan Griffin | 18 lipca 2019     | 22 sierpnia 2019           |
| 13 | 3  | Poza moim królestwem Not In This Kingdom                 | Marc Roskin       | Jason Faller, Kynan Griffin | 25 lipca 2019     | 29 sierpnia 2019           |
| 14 | 4  | Włócznia Garrett'a Regarding the Matter of Garret Spears | Jonathan Glassner | Jason Faller, Kynan Griffin | 1 sierpnia 2019   | 5 września 2019            |
| 15 | 5  | Bestia wśród nas The Blade of The Three                  | Orsi Nagypal      | Katy DiSauvino              | 8 sierpnia 2019   | 12 września 2019           |
| 16 | 6  | Jest tego warta Because She's Worth It                   | Orsi Nagypal      | Jason Faller, Kynan Griffin | 15 sierpnia 2019  | 19 września 2019           |
| 17 | 7  | Śmierć wokół Ciebie Where You Go, People Die             | Milan Todorović   | Jason Faller, Kynan Griffin | 22 sierpnia 2019  | 26 września 2019           |
| 18 | 8  | Korona królowej A Crown For The Queen                    | Milan Todorović   | Katy DiSavino               | 29 sierpnia 2019  | 3 października 2019        |
| 19 | 9  | Rozrachunek There Will Be A Reckoning                    | Dusan Lazarevic   | Jason Faller, Kynan Griffin | 5 września 2019   | 10 października 2019       |
| 20 | 10 | Jedyna droga The Only Way                                | Dusan Lazarevic   | Katherine DiSavino          | 12 września 2019  | 17 października 2019       |
| 21 | 11 | Nic heroicznego Nothing Short of Heroic                  | Kurt Knight       | Jason Faller, Kynan Griffin | 19 września 2019  | 24 października 2019       |
| 22 | 12 | Wspomnienia In The Worst Corner of My Memory             | Marc Roskin       | Jason Faller, Kynan Griffin | 26 września 2019  | 31 października 2019       |
| 23 | 13 | Teraz to nasze Przedmurze This Is Our Outpost            | Marc Roskin       | Jason Faller, Kynan Griffin | 26 września 2019  | 7 listopada 2019           |

## Produkcja
10 października 2018 roku stacja CW przedłużyła serial o drugi sezon. 15 października 2019 roku stacja CW zamówiła trzeci sezon.